# Rajd Azorów 2015

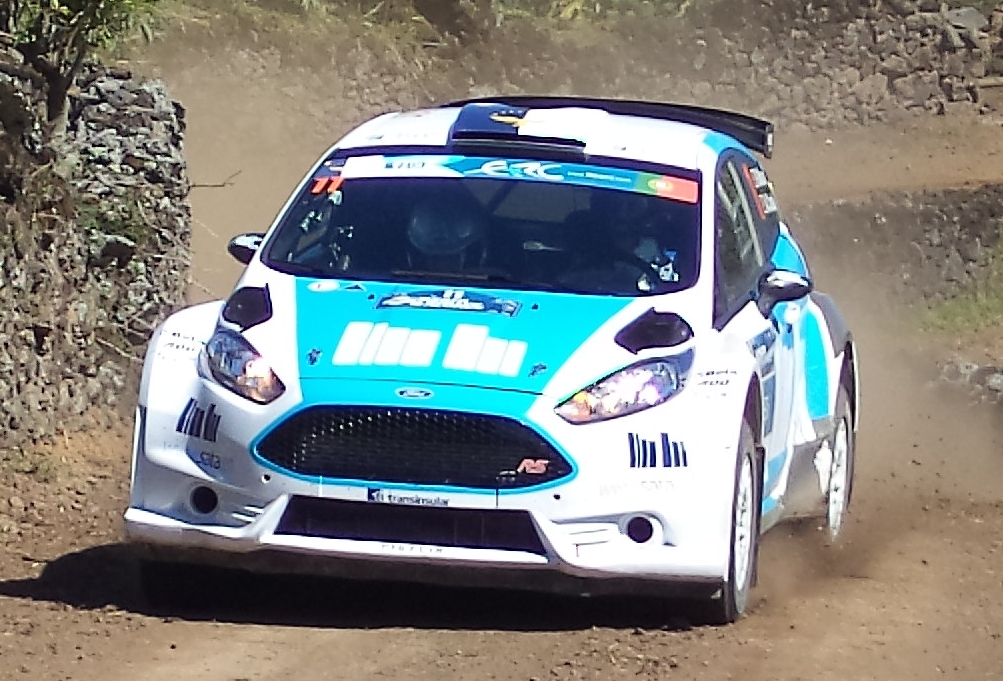
Portugalczyk Ricardo Moura podczas rajdu zajął 3 miejsce

Rajd Azorów 2015 (50. SATA Rallye Açores) to kolejna, pięćdziesiąta edycja rajdu samochodowego Rajdu Azorów rozgrywanego w Portugalii. Rozgrywany był od 4 do 6 czerwca 2015 roku. Była to czwarta runda Rajdowych Mistrzostw Europy w roku 2015. Składała się z 17 odcinków specjalnych.

## Zwycięzcy odcinków specjalnych
| Dzień     | Numer odcinka | Nazwa odcinka          | Długość  | Zwycięzca odcinka                   | Nr Sam. | Samochód        | Czas    | Śr. pr.    | Lider rajdu                         |
| --------- | ------------- | ---------------------- | -------- | ----------------------------------- | ------- | --------------- | ------- | ---------- | ----------------------------------- |
| 4 czerwca | OS1           | SSS Grupo Marques 1    | 3,95 km  | Kajetan Kajetanowicz Jarosław Baran | 2       | Ford Fiesta R5  | 3:33,7  | 66,5 km/h  | Kajetan Kajetanowicz Jarosław Baran |
| 4 czerwca | OS2           | Soluções M             | 7,23 km  | Craig Breen Scott Martin            | 1       | Peugeot 208 T16 | 3:42,6  | 116,9 km/h | Kajetan Kajetanowicz Jarosław Baran |
| 4 czerwca | OS3           | Vila Franca São Brás 1 | 12,88 km | Craig Breen Scott Martin            | 1       | Peugeot 208 T16 | 9:50,4  | 78,5 km/h  | Craig Breen Scott Martin            |
| 5 czerwca | OS4           | Lagoa MEO 1            | 6,91 km  | Craig Breen Scott Martin            | 1       | Peugeot 208 T16 | 3:34,6  | 115,9 km/h | Craig Breen Scott Martin            |
| 5 czerwca | OS5           | Pico da Pedra Golfe 1  | 7,32 km  | Craig Breen Scott Martin            | 1       | Peugeot 208 T16 | 4:51,6  | 90,4 km/h  | Craig Breen Scott Martin            |
| 5 czerwca | OS6           | Feteiras 1             | 7,46 km  | Kajetan Kajetanowicz Jarosław Baran | 2       | Ford Fiesta R5  | 5:38,4  | 79,4 km/h  | Craig Breen Scott Martin            |
| 5 czerwca | OS7           | Sete Cidades 1         | 28,92 km | Kajetan Kajetanowicz Jarosław Baran | 2       | Ford Fiesta R5  | 20:50,2 | 83,3 km/h  | Kajetan Kajetanowicz Jarosław Baran |
| 5 czerwca | OS8           | Lagoa MEO 2            | 6,91 km  | Craig Breen Scott Martin            | 1       | Peugeot 208 T16 | 3:32,7  | 117,0 km/h | Kajetan Kajetanowicz Jarosław Baran |
| 5 czerwca | OS9           | Pico da Pedra Golfe 2  | 7,32 km  | Craig Breen Scott Martin            | 1       | Peugeot 208 T16 | 4:50,0  | 90,9 km/h  | Kajetan Kajetanowicz Jarosław Baran |
| 5 czerwca | OS10          | Feteiras 2             | 7,46 km  | Craig Breen Scott Martin            | 1       | Peugeot 208 T16 | 5:32,8  | 80,7 km/h  | Kajetan Kajetanowicz Jarosław Baran |
| 5 czerwca | OS11          | Sete Cidades 2         | 28,92 km | Craig Breen Scott Martin            | 1       | Peugeot 208 T16 | 20:33,0 | 84,4 km/h  | Craig Breen Scott Martin            |
| 6 czerwca | OS12          | Graminhais 1           | 20,90 km | Ricardo Moura António Costa         | 11      | Ford Fiesta R5  | 15:26,9 | 81,2 km/h  | Kajetan Kajetanowicz Jarosław Baran |
| 6 czerwca | OS13          | Tronqueira 1           | 21,38 km | Craig Breen Scott Martin            | 1       | Peugeot 208 T16 | 17:55,4 | 71,6 km/h  | Craig Breen Scott Martin            |
| 6 czerwca | OS14          | SSS Grupo Marques 2    | 3,95 km  | Kajetan Kajetanowicz Jarosław Baran | 2       | Ford Fiesta R5  | 3:34,7  | 66,2 km/h  | Craig Breen Scott Martin            |
| 6 czerwca | OS15          | Vila Franca São Brás 2 | 12,88 km | Craig Breen Scott Martin            | 1       | Peugeot 208 T16 | 9:32,7  | 81,0 km/h  | Craig Breen Scott Martin            |
| 6 czerwca | OS16          | Graminhais 2           | 20,90 km | Craig Breen Scott Martin            | 1       | Peugeot 208 T16 | 14:57,9 | 83,8 km/h  | Craig Breen Scott Martin            |
| 6 czerwca | OS17          | Tronqueira 2           | 21,38 km | Craig Breen Scott Martin            | 1       | Peugeot 208 T16 | 17:40,4 | 72,6 km/h  | Craig Breen Scott Martin            |

## Wyniki końcowe rajdu[2]
| Miejsce | Kierowca             | Pilot          | Samochód           | Czas      | Strata   | Pkt ERC |
| ------- | -------------------- | -------------- | ------------------ | --------- | -------- | ------- |
| 1       | Craig Breen          | Scott Martin   | Peugeot 208 T16    | 2:45:59,6 | –        | 25+14   |
| 2       | Kajetan Kajetanowicz | Jarosław Baran | Ford Fiesta R5     | 2:47:01,7 | +1:02,1  | 18+10   |
| 3       | Ricardo Moura        | António Costa  | Ford Fiesta R5     | 2:48:13,9 | +2:14,3  | 15+11   |
| 4       | Bruno Magalhães      | Hugo Magalhães | Peugeot 208 T16    | 2:49:04,5 | +3:04,9  | 12+9    |
| 5.      | Robert Consani       | Maxime Vilmot  | Citroën DS3 R5     | 2:51:53,8 | +5:54,2  | 10+5    |
| 6.      | José Pedro Fontes    | Miguel Ramalho | Citroën DS3 R5     | 2:52:38,4 | +6:38,8  | 8+4     |
| 7.      | Sam Moffett          | Karl Atkinson  | Ford Fiesta RRC    | 2:54:01,0 | +8:01,4  | 6+1     |
| 8.      | Dominykas Butvilas   | Kamil Heller   | Subaru Impreza STi | 2:55:17,9 | +9:18,3  | 4       |
| 9.      | Jaroslav Orsák       | David Šmeidler | Škoda Fabia S2000  | 2:56:55,5 | +10:55,9 | 2       |
| 10.     | Charles Martin       | Thierry Salva  | Peugeot 208 T16    | 2:56:55,5 | +10:55,9 | 1+2     |

## Klasyfikacja po 4 rundach RME 2015
Punkty w klasyfikacji generalnej ERC otrzymuje 10 pierwszych zawodników, którzy uczestniczą w programie ERC i w ukończą wyścig, punktowanie odbywa się według klucza:
| Miejsce | 1  | 2  | 3  | 4  | 5  | 6 | 7 | 8 | 9 | 10 |
| Punkty  | 25 | 18 | 15 | 12 | 10 | 8 | 6 | 4 | 2 | 1  |

Dodatkowo po każdym etapie (dniu) rajdu prowadzona jest osobna klasyfikacja, w której przyznawano punkty według klucza 7-6-5-4-3-2-1 (jeżeli dany etap obejmował przynajmniej 25% długości odcinków specjalnych rajdu). Do klasyfikacji zaliczane są cztery najlepsze wyniki spośród pięciu pierwszych rajdów oraz cztery najlepsze wyniki w pięciu ostatnich rajdach w sezonie.
Pierwsza dziesiątka
| Poz. | Kierowca             | AUT    | LVA    | GBR    | POR    | BEL | 4 NAJ | EST | CZE | CYP | GRE | CHE | Suma punktów |
| ---- | -------------------- | ------ | ------ | ------ | ------ | --- | ----- | --- | --- | --- | --- | --- | ------------ |
| 1    | Craig Breen          | NU0+3  | 125+12 | 125+13 | 125+14 |     |       |     |     |     |     |     | 117          |
| 2    | Kajetan Kajetanowicz | 125+14 | NU0+6  | 218+12 | 218+10 |     |       |     |     |     |     |     | 103          |
| 3    | Robert Consani       | 218+10 | 510+2  |        | 510+5  |     |       |     |     |     |     |     | 55           |
| 4    | Aleksiej Lukjanuk    | 315+10 | NU0+7  | 68+3   |        |     |       |     |     |     |     |     | 43           |
| 5    | Siim Plangi          |        | 218+10 |        |        |     |       |     |     |     |     |     | 28           |
| 6    | Dominykas Butvilas   |        | 315+8  |        | 84     |     |       |     |     |     |     |     | 27           |
| 7    | Ricardo Moura        |        |        |        | 315+11 |     |       |     |     |     |     |     | 26           |
| 8    | Jaromír Tarabus      | 412+10 |        | 84     |        |     |       |     |     |     |     |     | 26           |
| 9    | Josh Moffett         |        |        | 315+9  | NU     |     |       |     |     |     |     |     | 24           |
| 10   | Sam Moffett          |        |        | 412+5  | 76+1   |     |       |     |     |     |     |     | 24           |
| Poz. | Kierowca             | AUT    | LVA    | GBR    | POR    | BEL | 4 NAJ | EST | CZE | CYP | GRE | CHE | Suma punktów |

| Kolor     | Opis                   |
| --------- | ---------------------- |
| Złoty     | Zwycięzca              |
| Srebrny   | 2. miejsce             |
| Brązowy   | 3. miejsce             |
| Zielony   | Punktowane miejsce     |
| Niebieski | Ukończył nie punktował |
| Fioletowy | Nie ukończył NU        |
| Czarny    | Wykluczony X           |
| Biały     | Nie wystartował NW     |
| Puste     | Nie brał udziału       |